# Зеленино (Курская область)
Зеле́нино — посёлок в Рыльском районе Курской области. Входит в состав Ивановского сельсовета.

## География
Посёлок находится в 85 км западнее Курска, в 22 км восточнее районного центра — города Рыльск, в 3,5 км от центра сельсовета  — Ивановское.
Климат
Зеленино, как и весь район, расположено в поясе умеренно континентального климата с тёплым летом и относительно тёплой зимой (Dfb в классификации Кёппена).

## Население
| 2002 | 2010 |
| ---- | ---- |
| 51   | ↘37  |

## Инфраструктура
В посёлке 47 домов.

## Транспорт
Зеленино находится в 3 км от автодороги регионального значения 38К-017 (Курск — Льгов — Рыльск — граница с Украиной), на автодороге 38Н-354 (38К-017 — Зеленинский), , в 12,5 км от ближайшего ж/д остановочного пункта 387 км (линия 322 км — Льгов I).
В 157 км от аэропорта имени В. Г. Шухова (недалеко от Белгорода).